# 2016年リオデジャネイロオリンピックのケニア選手団
2016年リオデジャネイロオリンピックのケニア選手団（2016ねんリオデジャネイロオリンピックのケニアせんしゅだん）は、2016年8月5日から8月21日にかけてブラジルのリオデジャネイロで開催された2016年リオデジャネイロオリンピックのケニア選手団、およびその競技結果。

## 概要
今大会は金メダル6個、銀メダル6個、銅メダル1個の合計13個のメダルを獲得した。
陸上男子800mではデイヴィッド・ルディシャが前回のロンドンオリンピックに続いて金メダルを獲得し、2連覇を達成した。

## メダル
| メダル | 選手名                         | 競技 | 種目             |
| ------ | ------------------------------ | ---- | ---------------- |
| 金     | デイヴィッド・ルディシャ       | 陸上 | 男子800m         |
| 金     | コンセスラス・キプルト         | 陸上 | 男子3000m障害    |
| 金     | エリウド・キプチョゲ           | 陸上 | 男子マラソン     |
| 金     | フェイス・キプイエゴン         | 陸上 | 女子1500m        |
| 金     | ビビアン・チェルイヨット       | 陸上 | 女子5000m        |
| 金     | ジェミマ・スムゴング           | 陸上 | 女子マラソン     |
| 銀     | ポール・タヌイ                 | 陸上 | 男子10000m       |
| 銀     | ボニフェス・ムチェル・ツムティ | 陸上 | 男子400mハードル |
| 銀     | ジュリアス・イェゴ             | 陸上 | 男子やり投       |
| 銀     | ヘレン・オンサド・オビリ       | 陸上 | 女子5000m        |
| 銀     | ビビアン・チェルイヨット       | 陸上 | 女子10000m       |
| 銀     | ヒュビン・ジェプケモイ         | 陸上 | 女子3000m障害    |
| 銅     | マーガレット・ワンブイ         | 陸上 | 女子800m         |